# Josh Mance
Ronell Joshua Mance, detto Josh (Pomona, 21 marzo 1992), è un velocista statunitense.

## Palmarès
| Anno | Manifestazione  | Sede       | Evento      | Risultato | Prestazione | Note                                    |
| ---- | --------------- | ---------- | ----------- | --------- | ----------- | --------------------------------------- |
| 2009 | Mondiali U18    | Bressanone | 400 m piani | Argento   | 46"22       |                                         |
| 2009 | Mondiali U18    | Bressanone | Svedese     | Oro       | 1'50"33     |                                         |
| 2010 | Mondiali U20    | Moncton    | 400 m piani | 5º        | 46"84       |                                         |
| 2010 | Mondiali U20    | Moncton    | 4×400 m     | Oro       | 3'04"76     |                                         |
| 2012 | Giochi olimpici | Londra     | 4×400 m     | Argento   | 2'57"05     |                                         |
| 2013 | Mondiali        | Mosca      | 4×400 m     | Oro       | 2'58"71     | Miglior prestazione mondiale stagionale |